# Prästkragesläktet
Prästkragesläktet (Leucanthemum) är ett släkte i familjen korgblommiga växter. Släktet har 20-40 arter i det tempererade Europa. En art, prästkrage är vildväxande i Sverige. Dessutom odlas några arter och hybrider som trädgårdsväxter.

## Bildgalleri

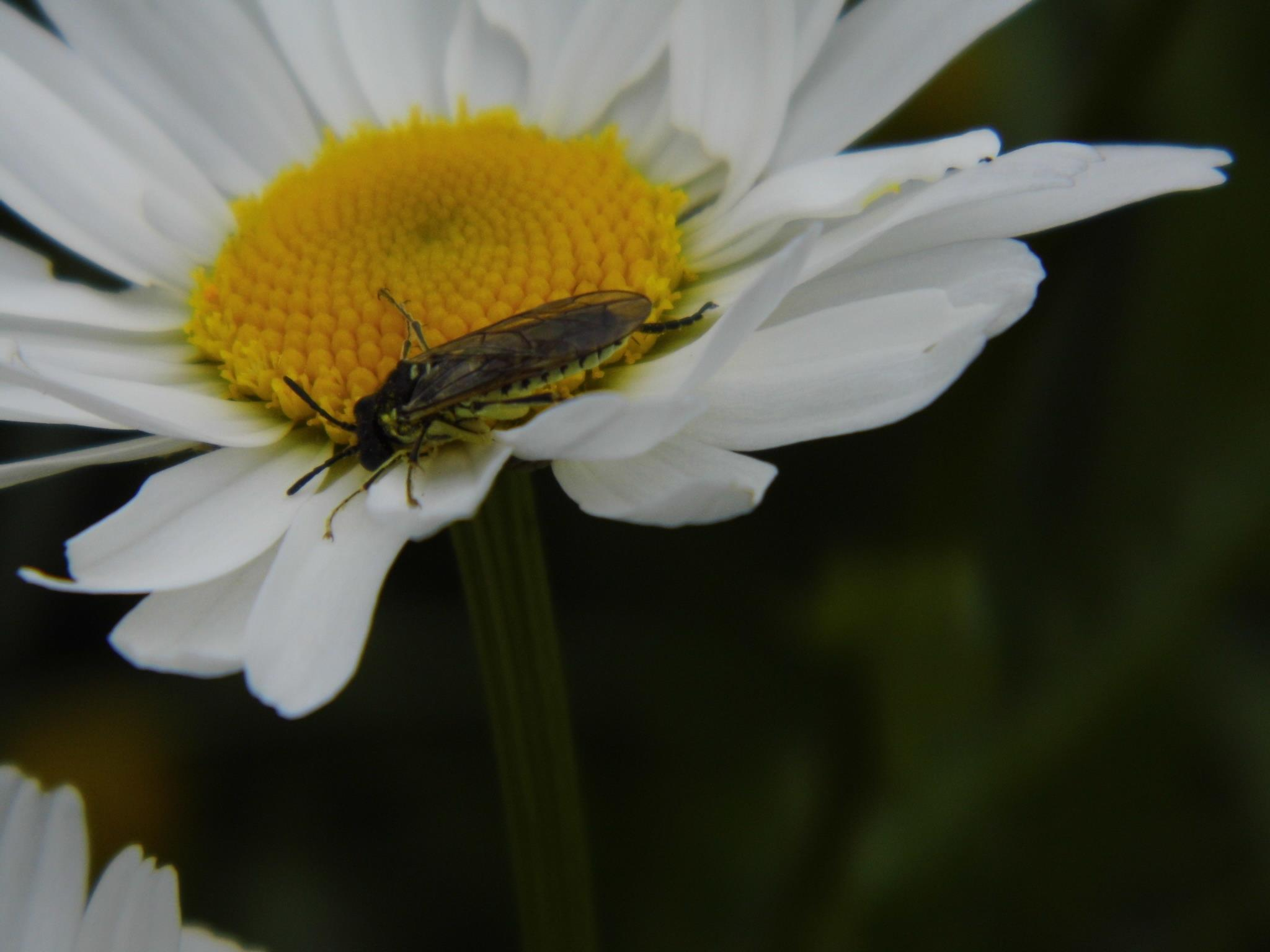
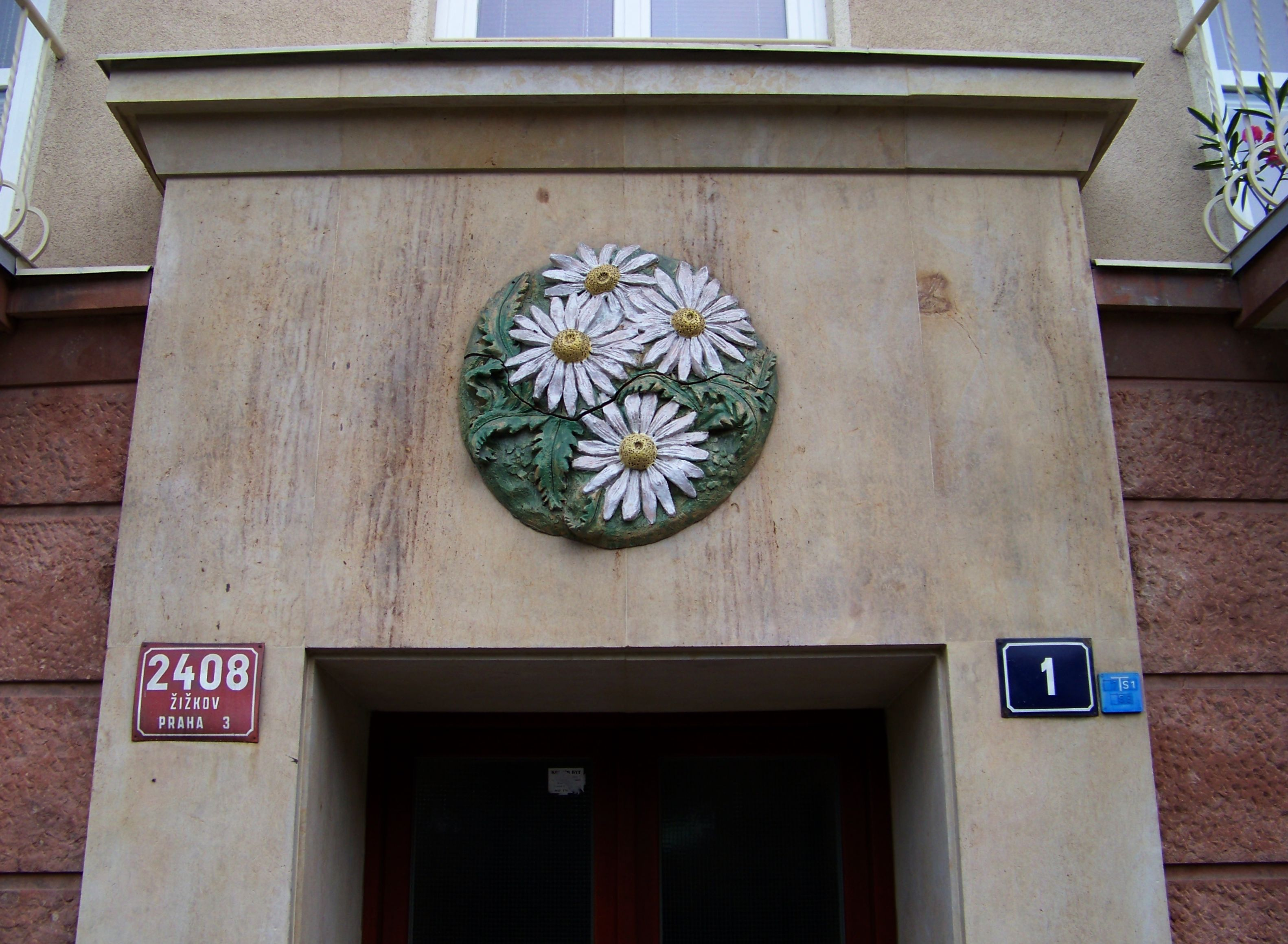
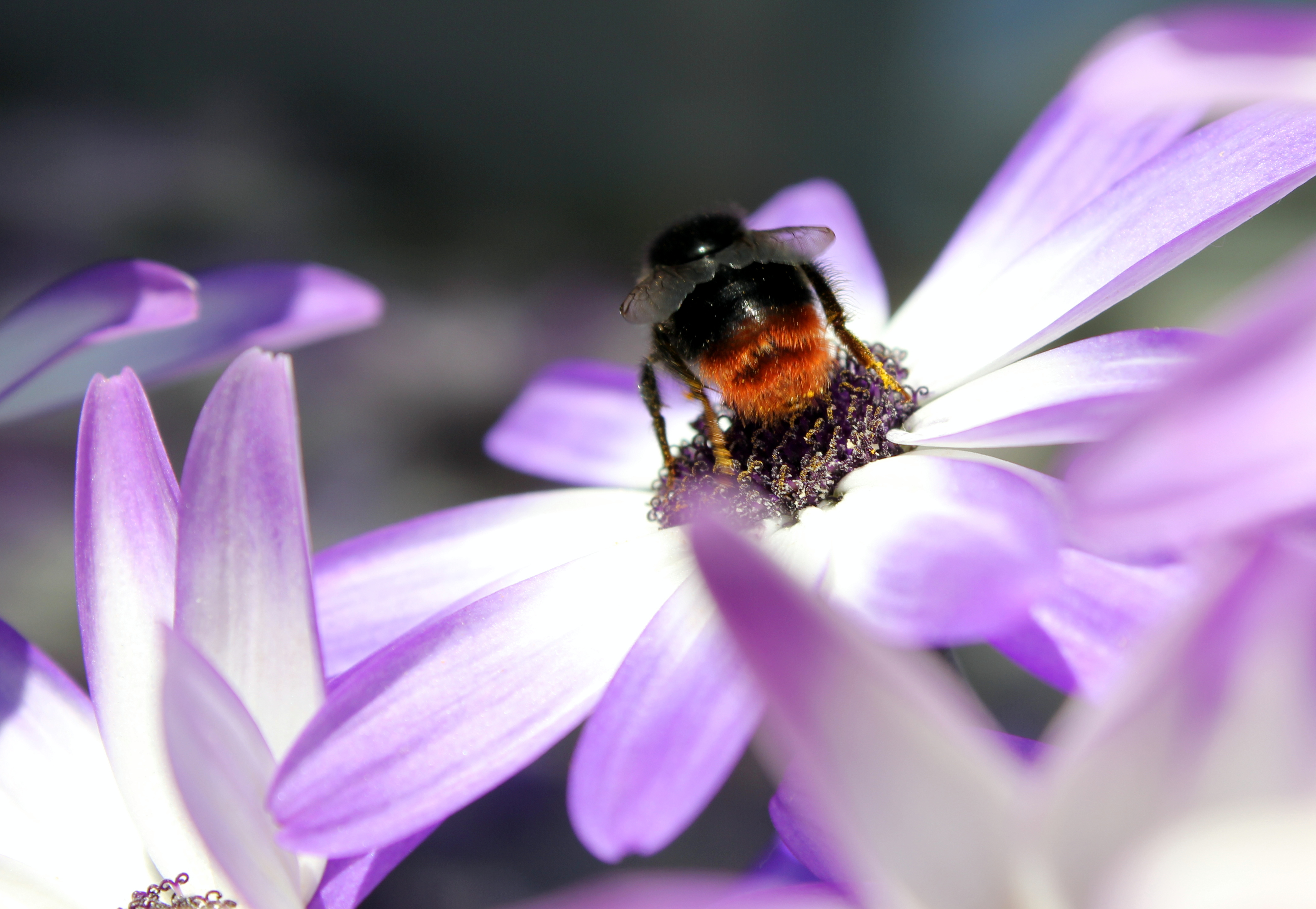
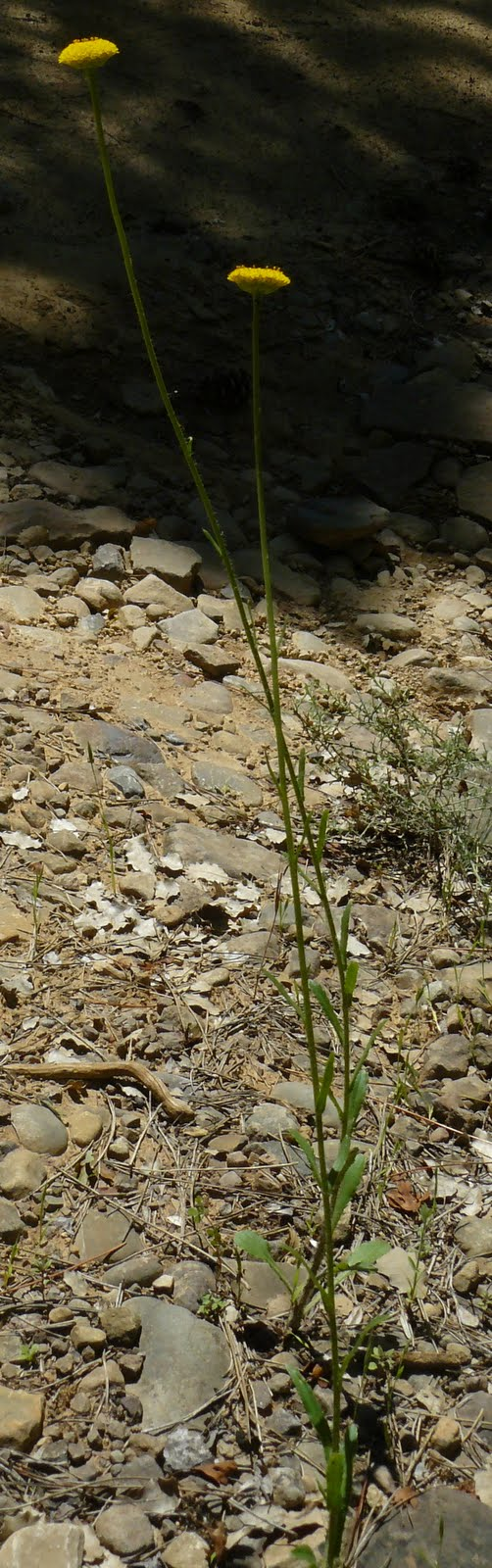
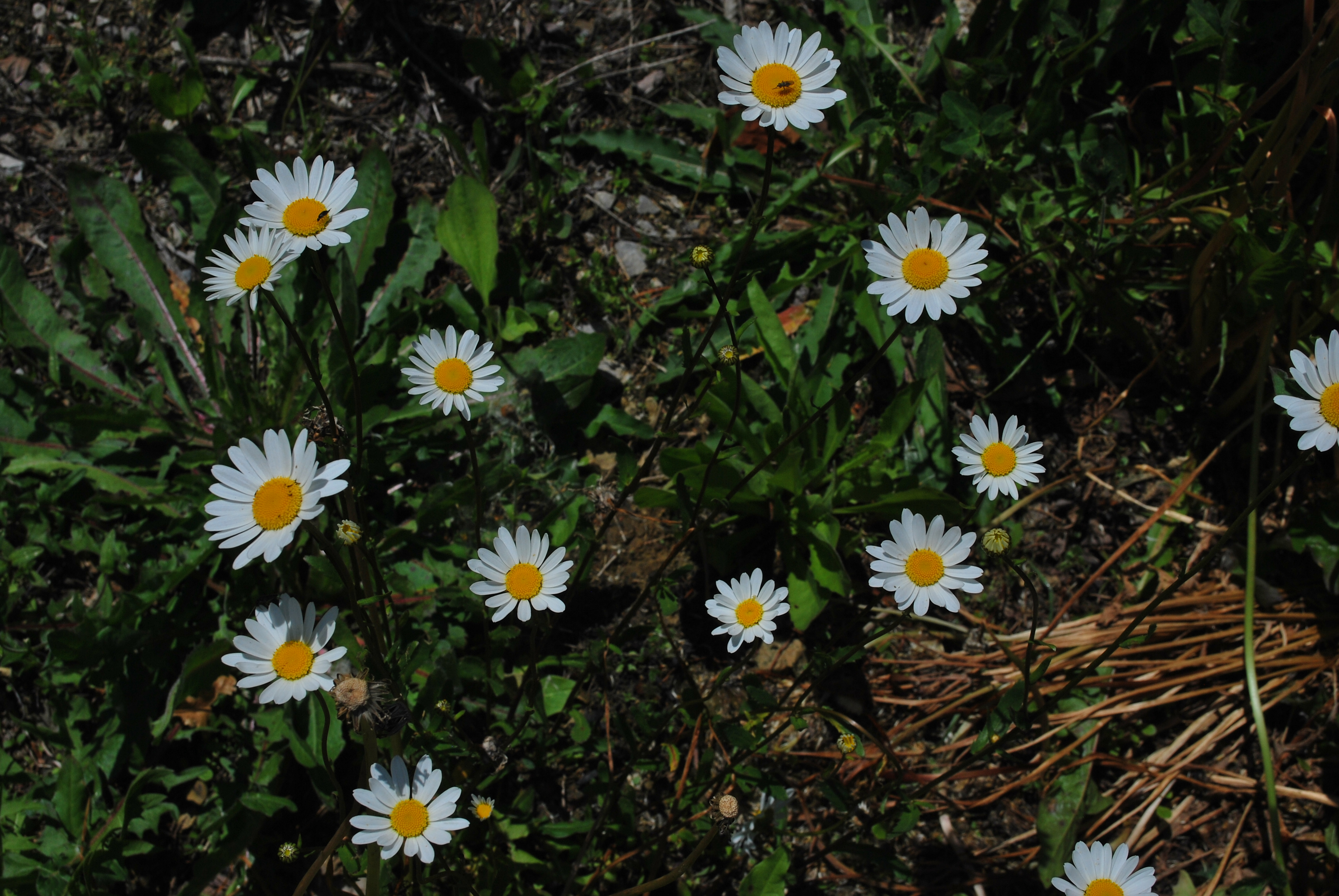
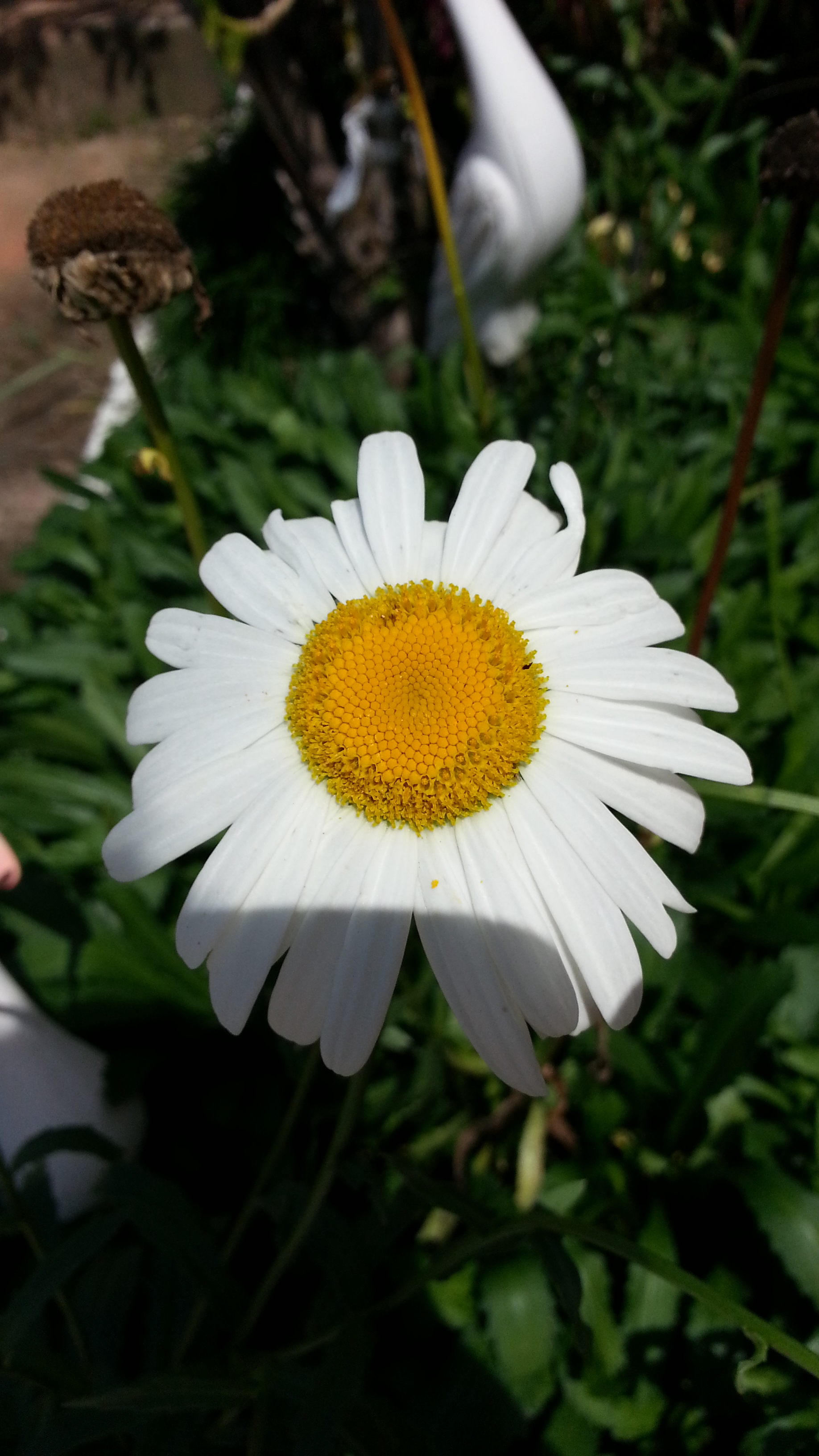

## Dottertaxa till prästkragesläktet, i alfabetisk ordning[1]
- Leucanthemum adustum
- Leucanthemum aligulatum
- Leucanthemum aragonense
- Leucanthemum atratum
- Leucanthemum burnatii
- Leucanthemum catalaunicum
- Leucanthemum chloroticum
- Leucanthemum coronopifolium
- Leucanthemum corsicum
- Leucanthemum cuneifolium
- Leucanthemum discoideum
- Leucanthemum gaudinii
- Leucanthemum glaucophyllum
- Leucanthemum gracilicaule
- Leucanthemum graminifolium
- Leucanthemum halleri
- Leucanthemum heterophyllum
- Leucanthemum illyricum
- Leucanthemum ircutianum
- Leucanthemum lacustre
- Leucanthemum latifolium
- Leucanthemum lithopolitanicum
- Leucanthemum maestracense
- Leucanthemum maximum
- Leucanthemum meridionale
- Leucanthemum minimum
- Leucanthemum monspeliense
- Leucanthemum montserratianum
- Leucanthemum pachyphyllum
- Leucanthemum pallens
- Leucanthemum platylepis
- Leucanthemum rohlenae
- Leucanthemum rotundifolium
- Leucanthemum sibiricum
- Leucanthemum subglaucum
- Leucanthemum superbum
- Leucanthemum sylvaticum
- Leucanthemum tridactylites
- Leucanthemum virgatum
- Leucanthemum visianii
- Leucanthemum vulgare